# ربل رایدر
رِبل رایدر (به انگلیسی: Rebel Rhyder)، مُدل و بازیگر آمریکایی فیلم‌های پورنوگرافی است که به خاطر اجراهای متمایز و حضور چشمگیرش در صنعت فیلم بزرگسالان شناخته می‌شود. 
ربل رایدر در ۲۴ ژانویه ۱۹۹۴ در شهر لس آنجلس، کالیفرنیا متولد شد. رایدر در سال ۲۰۱۷ در سن ۲۳ سالگی وارد صنعت فیلم بزرگسالان شد. رایدر چندین نامزدی و جایزه برای اجراهایش دریافت کرده‌است. او در مراسم‌های مختلف جوایز فیلم بزرگسالان، از جمله جایزه ای‌وی‌ان و جایزه ایکس‌بیز چندین نامزدی و جایزه را از آن خود کرده است.